# Bald Bluff Township (Illinois)
Bald Bluff Township est un township du comté de Henderson dans l'Illinois, aux États-Unis,. 